# Clinodiplosis baraldajensis
Clinodiplosis baraldajensis är en tvåvingeart som beskrevs av Fedotova 1997. Clinodiplosis baraldajensis ingår i släktet Clinodiplosis och familjen gallmyggor.
Artens utbredningsområde är Kazakstan. Inga underarter finns listade i Catalogue of Life.